# Lucas Radebe
Lucas Valeriu Radebe (Soweto, 12 de abril de 1969) é um ex-futebolista sul-africano que atuava como zagueiro.

## Infância e juventude
Radebe nasceu no Soweto, subúrbio de Joanesburgo, como um dos onze filhos de sua mãe.
Quando ele tinha quinze anos, foi enviado junto com seus irmãos para o bantustão de Bophuthatswana por seus pais, que queriam mantê-lo longe da violência que estava afetando o Soweto durante o apartheid. Durante a sua estada Bophuthatswana, Radebe jogava futebol como goleiro.

## Carreira
Radebe começou no ICL Birds, pequeno clube de Joanesburgo, mas iniciou sua carreira profissional no Kaizer Chiefs, da mesma cidade. Inicialmente como um meio-campista, tornando-se depois um zagueiro.
Em 1991, ele foi baleado enquanto caminhava pela rua, mas o ferimento não foi grave. O motivo do crime nunca ficou claro, mas Radebe acredita que alguém havia sido contratado para matá-lo, a fim de impedi-lo de se transferir para outro clube.
Radebe foi descoberto por olheiros do Leeds United e, motivado pelo incidente do tiro, ele e outro jogador do sul-africano, Phil Masinga, mudaram-se para a Inglaterra, para atuar pelo Leeds United, em 1994. O Kaizer Chiefs não imaginava que Radebe fosse se tornar uma grande estrela do futebol de seu país, e o vendeu pelo baixo valor de £250.000.
No Leeds, atuou durante onze anos, entre 1994 e 2005, e alcançou auge de sua carreira. Após alguns anos na equipe, em reconhecimento à sua liderança e habilidade, Radebe foi nomeado o capitão para a temporada 1998-99, sendo apelidado de The Chief ("O Chefe") e Rhoo pelos torcedores, em parte devido ao seu clube anterior e, em parte, regra absoluta em sua defesa.
Em 2000, sofreu uma forte pancada na cabeça durante a partida entre Leeds e Barcelona, válida pela Fase de Grupos da Liga dos Campeões da Europa. Durante este jogo, realizado em Barcelona, Radebe se chocou com o seu companheiro de equipe, o francês Olivier Dacourt e o jogador do Barcelona Alfonso, sendo retirado de campo com o pescoço imobilizado. No entanto, o jogador se recuperou sem nenhuma sequela.
Ao final da temporada 2004-05, Radebe se aposentou oficialmente do futebol em um jogo de despedida organizado pelo Leeds United. Com um total de 200 partidas pela liga nacional, se tornou um dos jogadores com mais partidas pelo clube.

### Pós-aposentadoria
Como gratidão à sua longa passagem pelo Leeds United, Radebe recebeu um convite para trabalhar em outra função no clube inglês.
Em 8 de outubro de 2009, a FA anunciou que Radebe será um dos embaixadores da candidatura inglesa à sede da Copa do Mundo 2018.

### Seleção nacional
Pela África do Sul, Radebe atuou entre 1992 e 2003, disputando 70 partidas e marcando dois gols. Disputou as Copas do Mundo de 1998 e 2002, além da Copa das Confederações de 1997.
Em 2001, ele se envolveu em uma polêmica entre a seleção do seu país, dirigida na época por Carlos Queiroz, e o seu clube na época, o Leeds United. Tudo porque a África do Sul faria um jogo das eliminatórias para a Copa 2002, enfrentando Burkina Faso, enquanto no mesmo dia o Leeds enfrentaria o Liverpool, pela Copa da Inglaterra. No fim das contas, o clube inglês cedeu o jogador para as partidas da equipe sul-africana, mas o desgaste do jogador acabou sendo tão grande que Radebe disse que iria se aposentar dos Bafana Bafana, voltando atrás meses após o ocorrido, a tempo de jogar a Copa de 2002.
No Mundial, Radebe voltou a jogar após 16 meses afastado por lesão, além de marcar um gol na derrota para a Espanha por 3 a 2.

## Curiosidades
- Torcedores do Leeds United, os integrantes da banda Kaiser Chiefs resolveram batizar o grupo com o nome alterado do ex-clube de Radebe, o Kaizer Chiefs Football Club. Radebe, na época capitão da equipe inglesa, se mostrou muito lisonjeado com a homenagem da banda.
- É muito amigo do ex-presidente sul-africano Nelson Mandela. Em uma visita a Leeds, Mandela fez uma brincadeira e disse que Radebe é o seu herói.
- Durante um dos eventos de abertura da Copa do Mundo de 2010, na África do Sul, foi vaiado pelo público quando subiu ao palco.[8]

## Títulos

### Internacionais
Seleção Sul-africana
- Copa Africana de Nações: 1996

### Nacionais
Kaizer Chiefs
- Campeonato Sul-africano: 1991, 1992
- Copa da África do Sul: 1992
- BP Top Eight Cup: 1991, 1992, 1994
- Castle Challenge Cup: 1992, 1993

## Prêmios Individuais
- Revelação Sul-africana do ano: 1992
- Prêmio FIFA Fair Play: 2000
- Premier League 10 Seasons Awards - Contribution to the Community award: 2003
- Order of Ikhamanga - Silver (OIS): 2003
- 100 Great South Africans - #54: 2004
- Doutor honoris causa - Leeds Metropolitan University: 2005
- PFA Merit Award: 2010